# Walter Fröscher
Walter Eberhard Fröscher (* 14. März 1941 in Biberach an der Riß) ist ein deutscher Neurologe und Psychiater sowie Epileptologe mit den Zusatzbezeichnungen Physikalische Therapie und Psychotherapie.

## Leben
Nach dem Medizinstudium in Tübingen, Bonn und wieder Tübingen (Staatsexamen sowie Promotion 1967) und der Medizinalassistentenzeit 1967–69 (Tübingen und Laupheim) absolvierte er auch seine Facharztweiterbildung zum Arzt für Neurologie und Psychiatrie von 1969 bis 1973 in Bonn bei Hans-Jörg Weitbrecht.
An der Universitäts-Nervenklinik Bonn war er zunächst Assistenzarzt, ab 1976 Oberarzt (ab 1978 an der Klinik für Neurologie, ab 1981 an der neu geschaffenen Universitäts-Klinik für Epileptologie (bei Heinz Penin)). 1978 habilitierte es sich für Neurologie und Psychiatrie, 1982 wurde er zum Professor ernannt.
1984 war Fröscher Visiting Associate Professor in der Klinik für Neurologie der Johns-Hopkins-Universität in Baltimore, Maryland, USA.
Von 1985 bis 2005 war er Leitender Arzt der Abteilung für Neurologie bzw. ab 1995 der Abteilung für Neurologie und Epileptologie Weissenau (Partner im Epilepsie-Zentrum Bodensee) des Zentrums für Psychiatrie Südwürttemberg (Abteilung Psychiatrie I der Universität Ulm), kurz ZFP Weissenau.
Nach seiner Pensionierung war Fröscher noch bis 2014 in einer nervenärztlichen Praxis tätig.
1991 wurde Fröscher nach seiner Umhabilitierung außerplanmäßiger Professor für Neurologie und Psychiatrie der Universität Ulm.
Von 1991 bis 1995 war er Verwaltungsrat-Mitglied des Epilepsiezentrums Kork.
Er ist Associate Editor des Journal of Epileptology (Warschau) und war bis Juli 2019 Vorstandsmitglied des Epilepsie-Zentrums Bodensee.
Nachdem er bereits seit 1993 Ehrenmitglied der Polnischen Liga gegen Epilepsie ist, wurde Fröscher 2010 zum Ehrenmitglied der Deutschen Gesellschaft für Epileptologie ernannt.

## Werk
Fröscher führte u. a. eine frühe randomisierte Studie zum Nutzen der Blutspiegelbestimmung in der Epilepsietherapie durch. Er war Mitglied der Therapiekommission der Deutschen Sektion der Internationalen Liga gegen Epilepsie (seit 2004: Deutsche Gesellschaft für Epileptologie) und 1994 Gründungsmitglied des Deutsch-Österreichisch-Schweizer Arbeitskreises (DACH-AK) Epilepsie. Es gelingt ihm auch, eine Epilepsiestation im ZfP Weissenau einzurichten und zusammen mit der Stiftung Liebenau (Meckenbeuren) das Epilepsie-Zentrum Bodensee zu konstituieren.
Fröscher ist (Ko-)Autor von zahlreichen Artikeln in Fachzeitschriften und Büchern. Darüber hinaus ist er (Ko-)Autor bzw. (Mit-)Herausgeber der nachfolgenden Bücher:
- W. Fröscher: Therapie des Status epilepticus. Schattauer, Stuttgart / New York 1976. (englisch: Fröscher W: Treatment of Status Epilepticus. translation by Hans Otto Lüders. MTP Press, Lancaster 1979)
- W. Fröscher, M. Eichelbaum, R. Gugler, G. Hildenbrand: Medikamentöse Therapie der Epilepsien unter Kontrolle der Antiepileptika-Serumspiegel. Schattauer, Stuttgart / New York 1980. (aktuelle Auflage: W. Fröscher, V. Blankenhorn, T. W. May u. a.: Pharmakotherapie der Epilepsien. Tabellarische Darstellung unter besonderer Berücksichtigung der Pharmakokinetik. 4. Auflage. Schattauer, Stuttgart / New York, 2008)
- H. H. Frey, W. Fröscher, W. P. Koella, H. Meinardi (Hrsg.): Tolerance to Beneficial and Adverse Effects of Antiepileptic Drugs. Workshop on Tolerance to Beneficial and Adverse Effects of Antiepileptic Drugs, Hamburg, Federal Republic of Germany, September 1985. Raven Press, New York 1986.
- W. Fröscher (Hrsg.): Aspekte der Epilepsien. Weissenauer Epilepsietagung 1986. O. F. Stein, Ravensburg 1987.
- W. Fröscher (Hrsg.): Aspekte der Epilepsie-Therapie. Ueberreuter Wissenschaft, Wien / Berlin 1989.
- W. Fröscher (Hrsg.): Lehrbuch Neurologie mit Repetitorium. Berlin / New York 1991. (unveränderter Nachdruck: Bechtermünz, Augsburg 2001)
- W. Fröscher (Hrsg.): Aspekte der Epilepsie-Diagnostik. Blackwell Wissenschaft, Berlin 1991.
- A. A. Möller, W. Fröscher (Hrsg.): Psychische Störungen bei Epilepsie. G. Thieme, Stuttgart / New York 1992.
- W. Fröscher, F. Vassella (Hrsg.): Die Epilepsien. Grundlagen, Klinik, Behandlung. W. de Gruyter, Berlin / New York 1994. (aktuelle Auflage: W. Fröscher, F. Vassella, A. Hufnagel (Hrsg.): Die Epilepsien. Grundlagen – Klinik – Behandlung. 2., völlig neu bearbeitete und erweiterte Auflage. Schattauer, Stuttgart / New York 2004)
- W. Fröscher (Hrsg.): Aspekte der Pharmakotherapie der Epilepsien. (= Epilepsie-Berichte. 1). Blackwell Wissenschaft, Berlin 1994.
- K.-D. Neher, H. Baumhauer, V. Faust, W. Fröscher: Antiepileptika in Stichworten. Ein Leitfaden für Klinik und Praxis. Hüthig – Jehle – Rehm, Heidelberg 1994.
- D. Rating, W. Fröscher: Epilepsie-Bericht Baden-Württemberg 1996. Landesärztekammer Baden-Württemberg, Stuttgart, 1996. (letzte Ausgabe: D. Rating, W. Fröscher, A. Schulze-Bonhage): Epilepsie-Bericht Baden-Württemberg 2004. Landesärztekammer Baden-Württemberg, Stuttgart 2005.
- W. Fröscher (Hrsg.): Operative Therapie der Epilepsien. (= Epilepsie-Berichte. 4). Blackwell Wissenschaftsverlag, Berlin/ Wien 1998.
- A. Maxutova, W. Fröscher: Psichofarmakoterapija epilepsii. Blackwell Wissenschaftsverlag, Berlin/ Wien 1999. (russisch)
- W. Fröscher, G. Bauer, G. Krämer (Hrsg.): Epilepsie-Therapie. Nebenwirkungen, Neue Antiepileptika, Verlaufsaspekte nach Epilepsie-Operationen. Hippocampus, Bad Honnef 2000.

## Auszeichnungen
- 1993: Ehrenmitgliedschaft der Polnischen Liga gegen Epilepsie
- 2010: Ehrenmitgliedschaft der Deutschen Gesellschaft für Epileptologie